# Narcyz (Silwiestrow)

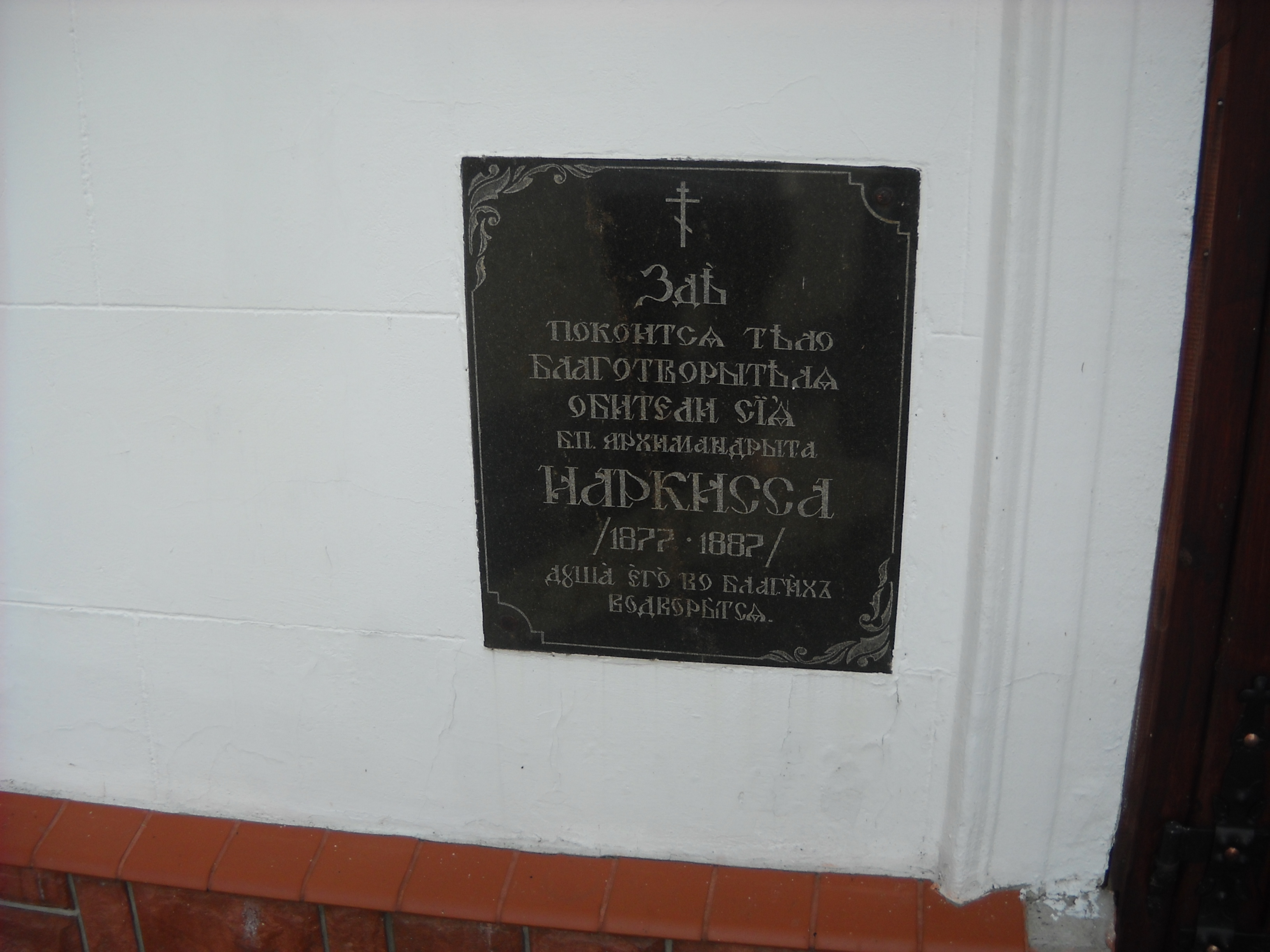
Tablica nagrobna archimandryty na ścianie głównej monasterskiej cerkwi w Jabłecznej

Narcyz, nazwisko świeckie Silwiestrow (ur. 1824 w guberni orłowskiej, zm. 18 listopada 1887 w Jabłecznej) – rosyjski mnich prawosławny, inspektor seminariów duchownych w Tomsku i Kursku, przełożony monasteru św. Onufrego w Jabłecznej w latach 1877–1887.

## Życiorys
Pochodził z guberni orłowskiej. Ukończył Kijowską Akademię Duchowną w 1854. Rok wcześniej, jeszcze podczas studiów, został postrzyżony na mnicha, a następnie wyświęcony na hieromnicha. Po ukończeniu studiów został nadzorcą szkoły duchownej w Nowogrodzie Siewierskim. Sześć lat później powierzono mu stanowisko nadzorcy szkoły duchownej przy soborze Mądrości Bożej w Kijowie, a następnie także drugiej takiej placówki w kijowskiej dzielnicy Padół. Już po roku został przeniesiony na stanowisko inspektora seminarium duchownego w Tomsku, zaś w 1864 – seminarium duchownego w Kursku. W 1868 został rektorem kurskiego seminarium, jednak jeszcze w tym samym roku pozbawiono go stanowiska i skierowano do Pustelni Glińskiej, stamtąd do monasteru św. Mikołaja w Rylsku i wreszcie do monasteru Świętych Borysa i Gleba w Grodnie. W 1876, na wniosek arcybiskupa chełmsko-warszawskiego Leoncjusza, który znał Narcyza z Akademii Duchownej, hieromnichowi powierzono kierowanie monasterem św. Onufrego w Jabłecznej. Następnie został podniesiony do godności archimandryty.
Narcyz był jednym z najwybitniejszych przełożonych monasteru w Jabłecznej w okresie rosyjskim. Z jego inicjatywy uregulowane zostało koryto Bugu w sąsiedztwie klasztoru, by bieg rzeki nie zagrażał monasterskim świątyniom. Narcyz przyczynił się również do rozwoju dwuklasowej klasztornej szkoły dla chłopców. Dzięki jego staraniom w 1882 zwiększona została udzielana placówce dotacja państwowa, co pozwoliło przyjmować na naukę 62 uczniów. Rozbudowano również kompleks klasztorny o nowe budynki mieszkalne. Archimandryta Narcyz cieszył się znacznym szacunkiem wśród miejscowej ludności. W latach 80. duchowny został mianowany dziekanem żeńskiego monasteru w Leśnej.
Zmarł w 1887 i został pochowany w monasterze w Jabłecznej.
Odznaczony orderem św. Anny IV i III stopnia oraz orderem św. Włodzimierza IV stopnia.